# 테오도라
테오도라(그리스어: Θεοδώρα, 500년경 – 548년 6월 28일)은 동로마 제국의 황후로 유스티니아누스 1세의 부인이었다. 그녀는 명석함과 뛰어난 정치 감각으로 황제인 남편의 가장 훌륭한 조력자이자 동반자가 되었으며, 중세 로마 제국 역사상 가장 훌륭했던 여성으로 기록되었다. 동방 정교회에서는 그녀를 그녀의 남편 유스티니아누스 1세와 함께 성인으로 기리고 11월 14일에 기념한다.

## 생애

### 어린 시절에 대한 논란
그녀의 어린 시절은 상당히 논란이 많이 있다. 그녀의 아버지는 키프로스 출신으로 콘스탄티노플의 전차 경기장(히포드롬)에서 곰 조련사로 있었고, 그녀 또한 어린 시절부터 경기장에서 무희 또는 배우로 매우 천한 직업을 가졌다고 한다. 그녀에게 상당히 악의적인 글을 남긴 프로코피우스에 따르면, 그녀는 경기장에서 추잡한 쇼에 출연하며 아무에게나 몸을 파는 더러운 매춘부였으며 거리낌없이 비(非)정상적인 성관계도 가졌다고 전하며 또한 어린 나이에 펜타폴리스의 총독 헤케볼루스의 정부가 되어 한 명의 자식도 있었다고도 전한다. 전 남편과는 함께 리비아로 갔다가 그곳에서 이혼하고, 무희가 되어 알렉산드리아를 거쳐 콘스탄티노플로 돌아와 그곳에서 황제 유스티누스 1세의 조카였던 유스티니아누스와 만났다.

### 황후가 되다
진위가 어찌 되었든 그녀가 매우 비천한 출신으로 원로원 의원인 유스티니아누스와 결혼한 것은 사실이다. 그녀의 미모와 총명함에 끌린 유스티니아누스는 테오도라와 결혼하기 위하여 황제인 삼촌 유스티누스 1세를 조정하여 천민과 귀족의 통혼을 허락하는 법안을 만들게 하였다. 당시 로마법은 원로원 의원과 천한 무희의 혼인을 금지하고 있었던 것이다. 유스티누스 1세의 황후 에우페미아나 여러 귀족들의 반대를 무릅쓰고, 법을 고치게 하는데 성공한 유스티니아누스는 525년에 테오도라와 결혼식을 올렸고, 527년 그가 황제로 즉위하자 테오도라 역시 황후가 되어 ‘아우구스타’(Augusta : 여제 또는 황후)의 칭호를 얻었다.
테오도라는 정통 기독교 신앙이 아닌 그리스도 단성론(Monophysitism)을 지지했으나 여기에는 논란의 여지가 있다. 아무튼 천한 밑바닥 신분으로 험한 삶을 헤치고 황후의 자리에 오른 그녀는 예전의 자유방탕한 모습을 버리고 특유의 영리함과 유능함으로 남편인 황제를 보좌했고 여러 가지 정치적인 활동을 벌였다. 특히 유스티니아누스 1세의 재위 중에 제정된 법령들에는 거의 대부분 테오도라의 이름이 빠지지 않고 들어 있으며 외국 사절단을 접견하고 외국의 통치자들과 서신왕래를 갖기도 했다. 자주 남편의 조언자로서 국정에 관여한 그녀를 후세의 일부 역사가들은 '여제'로 칭하기도 했다.

### 니카의 반란
황후의 행적에서 특히 유명한 일은, 532년의 수도 콘스탄티노플 시민들에 의한 니카의 난 때의 대응이다. 콘스탄티노플의 원형경기장에서 당시 시민들을 두 파벌로 나누어 놓았던 청색당과 녹색당이 폭동을 일으켰다. 폭동은 곧 트레보니아누스와 같은 관료들에 대한 불만으로 반란으로 커졌고 황제에 대한 위협으로 발전했다. 성난 군중은 다른 황제를 옹립하여 황궁으로 몰려들었다. 유스티니아누스는 신하들의 설득으로 수도에서 대피하려고 하였는데 황후 테오도라가 이를 막아섰다. 프로코피우스의 《전사(戰史)》에 따르면, 반란에 당황해 항구에 배를 준비시키고 도망치려고 하는 유스티니아누스를 말리며 테오도라는 이렇게 말했다고 한다.
| “ | 만약 지금 폐하께서 목숨을 부지하시기 원하신다면 폐하시여, 곤란할 것은 어디에도 없습니다. 우리에게는 돈도 있고, 눈앞에는 바다가 있고 배도 있습니다. 하지만 생각해 주소서. 그렇게까지 해서 살아남은 뒤, 과연 '죽는 것보다야 나았다'고 말할 수 있겠습니까? 소첩은 "자주색 옷은 가장 고귀한 수의"라는 옛 말을 옳게 여기옵니다. | ” |

서양사학자 진원숙(계명대학교 서양사학과 교수)도 테오도라 황후의 연설을 다음과 같이 전한다.
| “ | 황제가 되어본 사람에게 도망가는 것은 견딜 수 없는 수치입니다. 나는 도저히 이 자줏빛 어의를 벗어 던지지 못하겠습니다.또 나를 만나는 자가 나를 황후로 받들지 않는다면 차라리 죽는 것이 낫겠습니다. 황제시여,당신이 지금 살아남기 바란다면,우리는 돈이 많고,바다가 있고,배가 있으니 도망치기는 어렵지 않을 것입니다. (중략)하지만 저로서는 어의가 곧 훌륭한 수의라는 옛말을 따르고자 합니다. | ” |

용기를 격려하는 황후의 설득에 유스티니아누스는 도망치는 것을 포기했고, 벨리사리우스등 유능한 장군을 불러들여 반란을 진압하게 했다. 무자비하게 반란이 진압되었지만 반도들에게 황제로 추대된 인물들에 대해 유스티니아누스가 자비를 베풀려고 하자 테오도라가 다시 반대하여 처형되었다. 이 니카의 난으로 소실된 성 소피아 성당(하기아소피아)을 유스티니아누스는 반란이 종결되고 39일 뒤에 복구에 착수했다.

### 말년의 테오도라
테오도라는 자신과 같은 여성들의 인권을 위해 일했다. 어린 소녀들의 인신매매를 엄단하는 법을 제정하게 하고 이혼법을 여성에게 유리한 방향으로 개정함으로써, 여권을 신장한 황후였다. 또한 성매매 여성들을 위한 집을 만들어주고 강간을 사형으로 처벌하는 법을 마련했다. 신학적으로 그녀는 그리스도 단성론을 옹호하여 단성론에 대한 탄압법을 완화하는 데 많은 노력을 기울였으나 서방교회와 동방교회의 통합을 강조하는 남편의 종교정책을 바꾸지는 못했다. 암으로 유스티니아누스보다 17년 일찍 죽었다.

## 같이 보기
- 비잔티움 제국
- 유스티니아누스 1세